# Manning Haynes
Pour les articles homonymes, voir Haynes.
Manning Haynes est un réalisateur britannique né le 12 août 1898 et mort le 3 mars 1957. 
Il a réalisé une trentaine de films dans sa carrière.

## Filmographie partielle

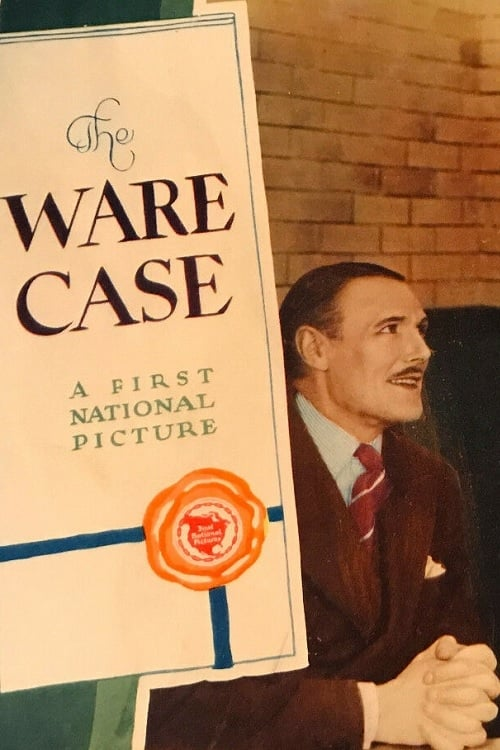
The Ware Case (1928).

- 1922 : The Skipper's Wooing (en)
- 1928 : The Ware Case (en)
- 1931 : To Oblige a Lady (en)
- 1937 : East of Ludgate Hill (en)
- 1938 : The Claydon Treasure Mystery (en)